# Hoplocryptus imitator
Hoplocryptus imitator är en stekelart som först beskrevs av Léon Abel Provancher 1877.  Hoplocryptus imitator ingår i släktet Hoplocryptus och familjen brokparasitsteklar. Inga underarter finns listade i Catalogue of Life.